# Die Brücke
|  | Per a altres significats, vegeu «Die Brücke (pel·lícula)». |

Die Brücke (el pont) fou un grup de pintors alemanys expressionistes reunits a Dresden, s'inicia en 1905 fins a 1913. La pintura del grup Die Brücke és una de les primeres expressions de les avantguardes del segle xx, en aquesta no només es busca experimentar i innovar sinó també s'efectua una protesta contra els academicismes i contra certs "estovaments" i rebuscamentos típics de la Belle Époque; en rigor, Die Brücke com Der Blaue Reiter assenyalen la fi de tal època i trasunten l'inici d'un període de crisi.
El grup es fundarà per quatre estudiants d'arquitectura, que tendran influències del Jugendstil i de Hermann Olbrich.
- Ernst Ludwig Kirchner (1880 -1938)
- Erich Heckel (1883 -1970)
- Fritz Bleyl (1880 - 1966)
- Karl Schmidt-Rottluff (1884 -1976)

En l'any 1906 es van sumar al grup Max Pechstein (1881 - 1955) i Emil Nolde (1867 - 1956).
En l'any 1910 també s'afegirà Otto Mueller (1874 - 1930).
Els seus objectius són aquells propis de l'expressionisme, però com a grup particular es van centrar en la consecució d'un art nacional lligat a la seva pròpia història, realitzar una crònica de la vida quotidiana i els seus significats, deslligar-se de l'educació oficial i unir-se contra la societat burgesa.
El grup va ser plantejat amb uns objectius clars i normes explícites: 
- es realitzaven reunions setmanals (en el taller de Kirchner), on es dibuixava i discutia sobre temes estètics, socials...
- es va establir l'objectiu comú d'aconseguir una comunitat d'artistes
- les obres que s'exhibissin, havien d'estar aprovades per tot el grup
- s'havia d'exposar en grup (de fet, Max Pechstein va ser expulsat per exposar en solitari).

Estilísticament podem assenyalar estridents colors, traços caòtics i angulosos, temes plens d'ansietat, deformacions... que assenyalen la inquietud psíquica de l'autor. A pesar que neguessin tot el passat, els és impossible deslligar-se de la seva base i formació. El simbolisme d'Edvard Munch estarà present de foma contínua.
També veiem es nota la influència dels colors de Gauguin i Van Gogh, i en les formes de l'art africà i d'Oceania. Van fer servir diversos mitjans, reivindicant l'ús de la xilografia, a més de pintura, litografia, disseny de mobles...
Dintre de l'Expressionisme podríem fer certes diferenciacions: 
- Expressionisme a Alemanya: 
  - Die Brücke
  - Der Blaue Reiter
  - L'artista Ernst Barlach que no s'inscriurà en cap grup

- Expressionisme a Àustria (Viena): 
  - Gustav Klimt
  - Oskar Kokoschka
  - Egon Schiele[1]